# 君に・・・・・
「君に・・・・・」（きみに・・・・・）は日本のシンガーソングライター・川嶋あいが2007年5月30日に発売した13枚目のシングル。

## 概要
前作『compass』から約2ヶ月後にリリースされたシングル。
通常盤と初回限定盤の2種類で発売され、初回限定版は「君に・・・・・」のPVを収録した特典DVD付き。
PV監督は横山秀徳。

タイトルの「・・・・・」には「ありがとう」の意味が込められている。

## 収録曲
- 全作詞・作曲：川嶋あい

### 通常盤
1. 君に・・・・・
編曲：小澤純
テレビ朝日系ドラマ『その男、副署長（第1シリーズ）』主題歌
この曲が川嶋にとって初の連続ドラマ主題歌となった[1]。
2. Shining of life
編曲：spam_life
トヨタ名古屋自動車大学校イメージソング
この楽曲のみを収めたCDが関係者に配布されている。
3. つぼみ
編曲：末廣健一郎

### 初回限定盤DVD
1. 君に・・・・・（Video Clip）